# Dagonet
Sir Dagonet (anche Daguenet) è nelle leggende arturiane, il giullare di corte di Re Artù. Le sue raffigurazioni e caratterizzazioni variano da un cavaliere sciocco e codardo, a un pazzo violento squilibrato, all'immagine dell'amato giullare di Artù. È comunque in genere incluso tra i Cavalieri della Tavola Rotonda.
Nel film King Arthur (2004) viene presentato come un valoroso e possente cavaliere.